# Go-To卡
Go-To卡（英語：Go-To Card）是美國明尼蘇達州明尼阿波利斯-聖保羅都會區的非接觸式智能卡，用以支付巴士、輕軌、通勤鐵路路線。
Go-To卡於2007年初啟用。